# Agametrus boliviensis
Agametrus boliviensis är en skalbaggsart som beskrevs av Régimbart 1899. Agametrus boliviensis ingår i släktet Agametrus och familjen dykare. Inga underarter finns listade i Catalogue of Life.